# Gaj (Azerbaiyán)
Qaj (en azerí: Qax) es una localidad de Azerbaiyán, capital del raión homónimo.
Se encuentra a una altitud de 596 m sobre el nivel del mar. 

## Demografía
Según estimación 2010 contaba con 12991 habitantes.